# Bokszer (kutyafajta)
A bokszer  napjaink egyik legnépszerűbb kutyafajtája. Sokak szerint marcona kinézete ellenére egy nagyon jóindulatú, barátságos, de ugyanakkor bátor fajta, mentes minden hátsó szándéktól.

## Története

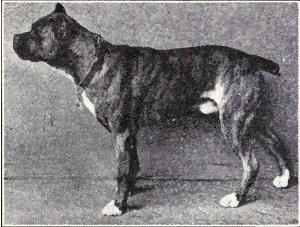
Bokszer 1915-ből

A bokszer távoli őseit nehéz lenne meghatározni. Annyi mindenesetre bizonyosnak látszik, hogy az ókori szelindekek, molosszerek leszármazottja, melyek az ázsiai hódító seregekkel érkeztek Európába. Nagyon valószínű, hogy az egész dog család őse a tibeti dog volt. Erről a hatalmas kutyáról már a kínai irodalom is megemlékezik. A tibeti dog a tibeti fennsíkról elterjedt Nepálban és Indiában, szórványosan Kínában is. Nagy Sándor indiai hadjáratakor például dogszerű kutyákat vitt magával ajándékba - így jött létre a híres molosszus-tenyészet. Ezeket a kutyákat később a rómaiak is átvették, és a római telepesek időszámításunk kezdetekor molosszus kutyákat hoztak át az Alpokon Közép- és Nyugat-Európa országaiba. Fellelhető a dogok őse az ókori Görögország és Itália művészi alkotásain, amelyek félreismerhetetlenül az egykori molosszust, a régi és modern dogok közötti átmenetet ábrázolják. Egy érme az i. e. 3. századból (Epiruszból) buldogszerű fejet ábrázol. Ezeket a nagy, széles pofájú kutyákat látjuk viszont Angliában, és ezek tekinthetők a masztiffok ősalakjainak. Belőlük született meg - persze jóval később, valamikor a középkorban a bullenbeisser (bikacsipkedő), a bärenbeisser (medveharapó) és a baupacker (disznófogó). Az egykori harci kutyákból - mint nevükből is kiderül - vadászebek, mészáros szelindekek lettek, jóllehet nevük különbözősége ellenére tulajdonképpen egy és ugyanazon típusról van szó.
A feudális udvarokban falkákban tartották ezeket az ebeket. Az akkori vadászmódszerek éppen ilyen kutyákat követeltek meg, ha az ember medvére vagy vadkanra kívánt vadászni. Nagy becsben tartották őket. Az 5-7. századbeli alemann törvények súlyos pénzbüntetéssel sújtották azt, aki szántszándékkal megöl egy ebet, mely "derekasan tartja a medvét (canis ursoritius), a disznót (cais porcaritius) avagy térdre kényszeríti a marhát (canis qui vaccam et taurum prendit)" Hans Friedrich von Flemming 1719-ben megjelent könyvében, melyben a "tökéletes német vadászebről" ír, szemléletes képet ad a "bären- oder bolbeisser"-ről: "közepes termetű, széles szügye van, feje rövid és kerek, orra pisze, füle felfelé mered, hegyesre vágott. Állkapcsa előreugró, fogazata dupla harapású, ez teszi lehetővé, hogy belekapaszkodhasson ellenébe".
A bikával való kutyaviaskodás aztán lassanként kiment a divatból, a bullenbeisser méretre nézve összement. Jóllehet még mindig megtalálható volt a jószág mellett a mészárosok segítője, de már nem szabadott beleharapnia az állat orrába, csupán a hátsó lábánál fogva tarthatta sakkban. Másrészt viszont bekerült az otthonokba, udvarokba, ahol gazdája családját, javait védelmezte ez a közepes nagyságú, jókötésű, karakán ebállat. A 19. század 20-as éveiben egy csomó angol buldog kerül át a csatorna túlsó partjáról Hannover térségébe. A rákövetkező évtizedekben újabb buldogszállítmányok érkeznek Németalföldre. A két típus, a bullenbeisser és a buldog - melyeket amúgy is azonos feladatra tenyésztettek ki - messzemenőleg keveredik. Ezt a közös típust 1886-ban Alfred Brehm már bokszernek nevezi könyvében.
Ludwick Beckmann 1895-ben megjelent kynológiai munkájában már „német buldog”-ként említi a bokszert, s mint írja, „Németország nagyvárosaiban gyakorta találkozni jó kiállású, mozgékony és energikus buldog típusú ebekkel, melyek népiesen országszerte bokszernek hívnak”. A bokszerspecialisták egyetértenek abban, hogy a bölcső Münchenben ringott. Az Isar menti nagyváros az évtizedek folytán széles tenyészbázist épített ki. Ez volt a Bierboxer, azaz a „sörbokszer”. Errefelé nemigen szerették az „idegeneket”, s amennyire csak lehetett, igyekezték elkerülni a általuk lenézett angol buldog befolyását. Így aztán Münchenben és környékén viszonylag tisztán fenn tudott maradni az ősi germán bullenbeisser vonal. Ugyanakkor paradox módon az egyik leghíresebb müncheni tenyésztő nevéhez fűződik egy új (buldogosabb) vérvonal kialakítása.
1895-ben egy müncheni kutyakiállításon négy német bokszert indítottak kísérleti kategóriában. A győztes Flocki nevű kan lett, őt jegyezték be elsőként a fajta tenyészkönyvébe. 1896. január 17-én alapították meg az első bokszerklubot Németországban.

## Külleme
A bokszer egy középtermetű, rövidszőrű, kompakt kutya, rövid kvadratikus testfelépítéssel és erős csontokkal. Az izomzat száraz, kifejlett és a rövid szőr alól plasztikusan előtűnik. A mozgása élénk, erőt és nemességet sugároz. A bokszer nem tűnhet sem otrombának vagy nehézkesnek, sem pedig túl gyengének vagy finomnak. A test egy négyzetbe foglalható (kvadratikus). A széles és izmos mellkas könyökmagasságig leér, és a marmagasság felét teszi ki. Az orrhossz és a fejhossz aránya 1:2. A pofa és a fej térfogata szintén 1:2 aránylik egymáshoz. A bokszer feje meghatározza az egész kutya megjelenését. Nem lehet sem túl könnyű, sem túl nehéz, harmonikusan kell illeszkedni a test többi tájékához. A fang kifejezett kell, hogy legyen, ám nem lehet túl nagy, ráncos. Színében pedig láthatóan el kell, hogy térjen a fej többi részétől. A faj szőrzetének színe igen változatos, megtalálható a világosbarnától, a sötétbarnán át egészen a tigriscsíkosig illetve a feketéig. 
Testtömege: 25-35kg.(kan) 20-25kg.(szuka)
Marmagasság: 53-63cm.

## Jelleme

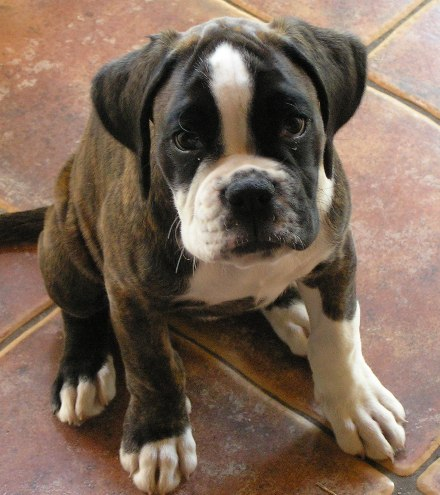
Kölyök bokszer

Ha pár szóval kellene megfogalmazni, azt mondhatnánk, "gyengéd gladiátor". Ez a kettősség tényleg uralja a bokszer jellemét. Ha lehet, akkor lusta, a kanapén heverészik és élvezi a simogatást, de amint "komolyra fordul a helyzet", feláll és megmutatja a szigorú és rettenthetetlen arcát. Akármennyire szereti is a bokszer a kényeztetést, valójában egy munkakutya, akinek szüksége van a napi mozgásra, és egy erős és következetes gazdára, aki mindig megmondja, hol a helye a kutyának a rangsorban. Merthogy a bokszer mindenhol keresi a kiskaput és a lehetőséget a csibészségre. Ez egy sajátos bájt is ad a bokszernek, de ugyanakkor nem szabad hagyni, hogy a család fejére nőjön. Ez különösen a kanokra igaz, a szukák valamennyire simulékonyabbak.
A legtöbben a játékossága és a gyerekszeretete miatt választják a bokszert maguk és a családjuk mellé. Szerencsére öreg koráig is játékos és megbízható kutya marad. (Két bokszer játéka megkapó látvány, tényleg "bokszolnak" a mellső lábaikkal. Sok gazda azonban ezt verekedésnek véli, pedig nem az.) A gyermekekkel különösen barátságos, és felméri azt is, hogy egy kisgyermekben mennyi kárt tudna tenni, ha ugyanúgy kezdene el vele játszani, mint egy felnőttel. Épp ezért a gyermekek között a bokszer nyugodtan viselkedik. Természetesen ennek ellenére semmikor se hagyjuk egyedül egy kisgyermeket bármilyen kutya társaságában!

## Egészségi gondjai

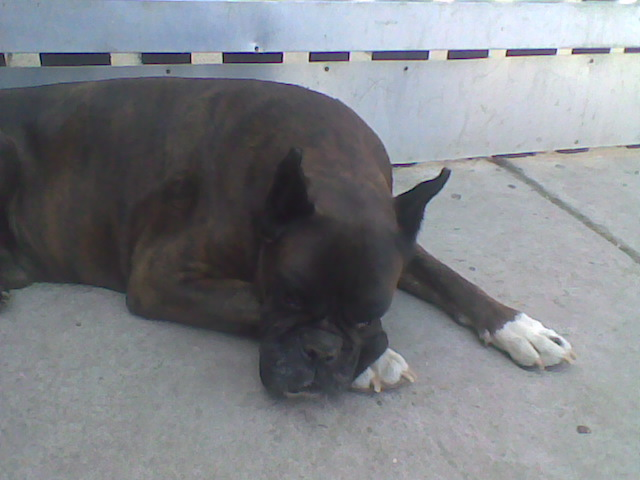
Idős bokszer

Mint minden nagy testű rövid orrú kutyát, a bokszert is fokozottan fenyegetik a szív és érrendszeri megbetegedések, és a rák különböző formái. Ezek azonban (sajnos vagy szerencsére) leginkább az idős kutyáknál alakulnak ki, akik előbb elpusztulnak végelgyengülésben, mintsem hogy a betegség végezne velük. Igazán veszélyes rájuk nézve a gyomorcsavarodás. Ezt onnan lehet legkönnyebben észrevenni, hogy a kutya levert, a hasa pedig hordószerűen meg van duzzadva. Azonnal állatorvoshoz kell vinni, csak műtéti úton gyógyítható, azonban úgy viszonylag eredményesen. A rák igen gyakori. Sokszor jönnek ki szemölcsök a bokszer bőrén, kinti tartásnál náthás is lehet, ezek azonban nem veszélyesek.A csípőízületi diszplázia nem kifejezetten gyakori ennél a fajtánál. Természetesen – mint minden fajtát – a bokszert is fenyegeti a Lyme-kór, kölyökkorban a Parvo-vírus és a Szopornyica. Mindezek ellenére a bokszer az egyik legegészségesebbnek mondható buldog típusú fajta. Élettartama 8-10 év, de nem ritka a 13 vagy 15 éves bokszer sem.

## Rokon fajták
- Angol masztiff
- Argentin dog
- Bordeaux-i dog
- Boston terrier
- Bullmasztiff
- Bullterrier
- Francia buldog
- Német dog
- Rottweiler[3]